# 孔塔克特峰
67°46′S 67°29′W / 67.767°S 67.483°W
孔塔克特峰（Contact Peak），是南極洲的山峰，位於葛拉漢地南部的法利埃海岸，處於普爾夸帕島東南部，海拔高度3,300米，在1909年由讓-巴蒂斯特·夏古率領的法國探險隊發現和繪入地圖，現時由南極條約體系管理。